# Erax grootaerti
Erax grootaerti là một loài ruồi trong họ Asilidae. Erax grootaerti được Tomasovic miêu tả năm 2002. Loài này phân bố ở vùng Cổ Bắc giới và châu Á.